# 山下憲治
山下 憲治（やました けんじ、1965年（昭和40年）- 2000年（平成12年）7月7日 ）は、日本の編集者、クリエーター。

## 経歴
熊本県出身。筑波大学第三学群情報学類卒業。大学ではRuby開発者のまつもとゆきひろと同期であった。大学卒業後アスキーを経て、インプレス設立とともに移籍。iNTERNET magazineの創刊に関わるほか、OSやソフトウェアの入門書『できるシリーズ』、インターネット年鑑『インターネット白書』を手がける。
iNTERNET magazineでの経験から、変化の激しいインターネット業界の情報提供は印刷物では遅すぎると感じ、メールマガジンでの情報配信を発案する。日本初の電子メール新聞である「INTERNET Watch」を1995年11月30日にプレ創刊、1996年2月1日に正式創刊し商用メールマガジンという分野を作り上げる。この中で、企業広告を5行に収めるアイディアを出した。
その後、様々な分野のメールマガジンの創刊、Webサイト Impress Watch の構築も手がけていった。
1998年に小腸がんのため一時入院。すでに腹膜に転移していた。業務、家庭の生活両立のため、編集の世界から身を引き、2000年4月に通販サイトのインプレスダイレクトの部長に着任。退社後に病院で抗がん剤を投与されながら就寝し、起床して家庭に帰り出勤する姿が、NHKの番組で放送された。
2000年7月7日、がんのため逝去。享年34歳。生前の数々の功績のため、未だに『できるシリーズ』の奥付には『オリジナルコンセプト』として名を残し、インプレスでは特別功労者として会社概要に名を連ねている。